# 汪家拐街道
汪家拐街道是中国四川省成都市青羊区下辖的一个街道。2019年12月，青羊区调整部分街道行政区划。撤销汪家拐街道。将原汪家拐街道文翁社区、少城社区、长城社区和文庙社区金盾路中心线以南以及草堂街道琴台路社区西郊河西岸以东行政区域划归少城街道管辖，少城街道办事处驻东门街69号。

## 行政区划
汪家拐街道下辖少城社区、  
文翁社区、长城园区、文庙社区。